# Abryna buccinator
Abryna buccinator är en skalbaggsart som beskrevs av Francis Polkinghorne Pascoe 1864. Abryna buccinator ingår i släktet Abryna och familjen långhorningar. Inga underarter finns listade i Catalogue of Life.